# Ian Maatsen
Ian Ethan Maatsen (Vlaardingen, Países Bajos, 10 de marzo de 2002) es un futbolista neerlandés que juega en la demarcación de defensa para el Aston Villa F. C. de la Premier League.

## Trayectoria
Tras formarse en las filas inferiores del Feyenoord, Sparta de Róterdam, PSV Eindhoven y del Chelsea F. C., finalmente en 2019 ascendió al primer equipo, haciendo su debut el 25 de septiembre en un encuentro de la Copa de la Liga contra el Grimsby Town F. C. tras sustituir a Marcos Alonso en el minuto 66, ganando el Chelsea por 7-1.
A partir de la temporada siguiente empezó a ser cedido; en la 2020-21 al Charlton Athletic F. C., la 2021-22 al Coventry City F. C. y la 2022-23 al Burnley F. C. Después de esta cesión regresó a Londres, donde jugó 15 partidos en la primera mitad del curso antes de renovar su contrato hasta 2026 y ser prestado al Borussia Dortmund. Tras esta experiencia en Alemania abandonó definitivamente el conjunto londinense al ser traspasado al Aston Villa F. C.

## Selección nacional
En junio de 2024 fue citado por Ronald Koeman para participar con la selección de Países Bajos en la Eurocopa 2024 tras la baja por lesión de Frenkie de Jong. Para hacer su debut y marcar su primer gol como internacional tuvo que esperar al 23 de marzo de 2025, en el partido de vuelta de los cuartos de final de la Liga de Naciones de la UEFA 2024-25 ante España.

### Participaciones en Eurocopas
| Copa          | Sede     | Resultado   | Partidos | Goles |
| ------------- | -------- | ----------- | -------- | ----- |
| Eurocopa 2024 | Alemania | Semifinales | 0        | 0     |

## Estadísticas

### Clubes
Actualizado al último partido disputado el 16 de abril de 2025.
| Club                               | Div.          | Temporada     | Liga  | Liga  | Liga   | Copas nacionales | Copas nacionales | Copas nacionales | Copas internacionales | Copas internacionales | Copas internacionales | Total | Total | Total  |
| Club                               | Div.          | Temporada     | Part. | Goles | Asist. | Part.            | Goles            | Asist.           | Part.                 | Goles                 | Asist.                | Part. | Goles | Asist. |
| ---------------------------------- | ------------- | ------------- | ----- | ----- | ------ | ---------------- | ---------------- | ---------------- | --------------------- | --------------------- | --------------------- | ----- | ----- | ------ |
| Chelsea F. C. Inglaterra           | 1.ª           | 2019-20       | 0     | 0     | 0      | 1                | 0                | 0                | 0                     | 0                     | 0                     | 1     | 0     | 0      |
| Charlton Athletic F. C. Inglaterra | 3.ª           | 2020-21       | 34    | 1     | 3      | 1                | 0                | 0                | ―                     | ―                     | ―                     | 35    | 1     | 3      |
| Charlton Athletic F. C. Inglaterra | Total club    | Total club    | 34    | 1     | 3      | 1                | 0                | 0                | 0                     | 0                     | 0                     | 35    | 1     | 3      |
| Coventry City F. C. Inglaterra     | 2.ª           | 2021-22       | 40    | 3     | 1      | 2                | 0                | 0                | ―                     | ―                     | ―                     | 42    | 3     | 1      |
| Coventry City F. C. Inglaterra     | Total club    | Total club    | 40    | 3     | 1      | 2                | 0                | 0                | 0                     | 0                     | 0                     | 42    | 3     | 1      |
| Burnley F. C. Inglaterra           | 2.ª           | 2022-23       | 39    | 4     | 6      | 3                | 0                | 0                | ―                     | ―                     | ―                     | 42    | 4     | 6      |
| Burnley F. C. Inglaterra           | Total club    | Total club    | 39    | 4     | 6      | 3                | 0                | 0                | 0                     | 0                     | 0                     | 42    | 4     | 6      |
| Chelsea F. C. Inglaterra           | 1.ª           | 2023-24       | 12    | 0     | 0      | 3                | 0                | 0                | —                     | —                     | —                     | 15    | 0     | 0      |
| Chelsea F. C. Inglaterra           | Total club    | Total club    | 12    | 0     | 0      | 4                | 0                | 0                | 0                     | 0                     | 0                     | 16    | 0     | 0      |
| Borussia Dortmund · Alemania       | 1.ª           | 2023-24       | 16    | 2     | 2      | 0                | 0                | 0                | 7                     | 1                     | 0                     | 23    | 3     | 2      |
| Borussia Dortmund · Alemania       | Total club    | Total club    | 16    | 2     | 2      | 0                | 0                | 0                | 7                     | 1                     | 0                     | 23    | 3     | 2      |
| Aston Villa F. C. Inglaterra       | 1.ª           | 2024-25       | 25    | 1     | 2      | 5                | 0                | 0                | 10                    | 1                     | 0                     | 40    | 2     | 2      |
| Aston Villa F. C. Inglaterra       | Total club    | Total club    | 25    | 1     | 2      | 5                | 0                | 0                | 10                    | 1                     | 0                     | 40    | 2     | 2      |
| Total carrera                      | Total carrera | Total carrera | 166   | 11    | 14     | 15               | 0                | 0                | 17                    | 2                     | 0                     | 198   | 13    | 14     |